# Symphlebia alinda
Symphlebia alinda är en fjärilsart som beskrevs av Dyar 1909. Symphlebia alinda ingår i släktet Symphlebia och familjen björnspinnare. Inga underarter finns listade i Catalogue of Life.